# St. Agatha (Maine)
St. Agatha – miasto w Stanach Zjednoczonych, w stanie Maine, w hrabstwie Aroostook.